# Heinrich Martin (Bankier)
Heinrich Martin, genannt Hein Martin (* 15. August 1890 in St. Ingbert; † 31. März 1968) war ein deutscher Bankier.

## Leben
Martin war der Sohn des saarländischen Pulverfabrikanten Georg Karl Heinrich Martin. Ein Vetter von ihm war Benno Martin, der während der NS-Zeit Polizeipräsident von Nürnberg war. Nach dem Besuch der Volksschule in St. Ingbert (1896–1900) und des Gymnasiums in Speyer (1900–1909) studierte er von 1909 bis 1913 Rechtswissenschaften an den Universitäten Berlin, München und Würzburg. Während seiner Studienzeit in München gehörte er dem Corps Franconia München an.
Ab 1913 gehörte er dem 7. Bayerischen Feldartillerie-Regiment an, mit dem er als Oberleutnant von 1914 bis 1918 am Ersten Weltkrieg teilnahm. Während des Krieges legte er eine von Christian Meurer betreute Dissertation vor, mit der er den Grad eines Dr. jur. et. rer. pol. erwarb.
Seit den 1920er Jahren lebte Martin als Bankier in München, wo er Teilhaber und Kommandantist bzw. ab 1939 Alleininhaber des in der Fürstenstraße 1 gelegenen Privatbankunternehmens Martin & Co. wurde. Er war unter anderem Finanzberater des ehemaligen bayerischen Königshauses sowie des NSDAP-Politikers Gregor Strasser. Zum 1. Februar 1932 trat er der NSDAP bei (Mitgliedsnummer 873.923), von 1940 bis 1945 gehörte er zudem der DAF an. Martins Bankhaus erlitt am 24. April 1944 einen Totalschaden. 1945 verlegte er den Sitz seines Bankhauses in seine Wohnung im Bavariaring 47.
Nach der Machtergreifung der Nationalsozialisten wurde Martin Gesellschafter des Bankhauses Hartog sowie Vorstandsmitglied der Deutschen Effecten- und Wechselbank in Frankfurt. Des Weiteren gehörte er den Aufsichtsräten der Pfälzischen Pulverfabriken (1926–1937), der Süddeutschen Lederwerke (1928–1940), der Aschinger Gaststättenbetriebe AG in Berlin (1936–1945) und der Anton Seidl GmbH in München (1940–1945) sowie des Reichsbahnzentralausschusses (1933–1938) an. Außerdem amtierte er von 1935 bis 1938 als stellvertretender Präsident und von 1939 bis 1945 als Präsident der Münchener Börse, in der er bereits von 1923 bis 1934 Vorstandsmitglied gewesen war.
Politisch entfernte sich Martin – der bereits vor 1933 dem vergleichsweise moderaten Strasser-Flügel der Partei angehört hatte – immer weiter von der NSDAP. Während des Zweiten Weltkriegs gehörte er zum Widerstandskreis um Franz Sperr.
Am 10. November 1948 wurde Martin im Rahmen der Entnazifizierung durch die Spruchkammer München II in die Gruppe V („Entlastete“) eingereiht.
Sein Bankhaus liquidierte Martin 1962 durch Übertragung an die Bayerische Staatsbank. Seine letzten Lebensjahre verbrachte er auf einem kleinen landwirtschaftlichen Besitz in Eyach (Gemeinde Oberhausen, Obb.).

## Familie
Martin war mit Julie von Müller, einer Tochter des Mediziners Professor Friedrich von Müller, verheiratet. Aus der Ehe gingen drei Töchter (Ursula, Lore und Nanette) und zwei Söhne (Hubert, Fritz) hervor. Der Sohn Fritz kam im Zweiten Weltkrieg um. Hein Martin starb am 31. März 1968 (Beleg: Familienstammbuch).

## Archivalische Überlieferung
Im Hauptstaatsarchiv München, Abteilung Kriegsarchiv, liegt eine Offizierspersonalakte zu Martin aus der Zeit des Ersten Weltkriegs (OP 8206). Außerdem werden in der Dienststelle des Bundesarchivs in Bayreuth (Lastenausgleichsarchiv) Unterlagen zu ihm verwahrt.
Im Staatsarchiv München wird die Entnazifizierungsakte zu Martin aufbewahrt (Spruchkammerakten Karton 1124).

## Schriften
- Die Stellung des Hafens u. Küstenmeers im Völkerrecht, Würzburg 1918. (Dissertation)
- „Börse, Banken und Bilanzen. Aus einem Vortrage von Dr. Hein Martin, München“, in: Bank-Archiv. Zeitschrift für Bank- und Börsenwesen, Jg. 1939, Berlin, S. 210–214.